# Rhinopharyngitis
Die Rhinopharyngitis ist eine kombinierte Entzündung von Nasenschleimhaut (Rhinitis) und Rachenschleimhaut (Pharyngitis). Die Erkrankung wird meistens von Viren, vor allem Rhinoviren, ausgelöst.

## Formen
Man unterscheidet zwischen einer akuten und einer chronischen Rhinopharyngitis.

### Akute Rhinopharyngitis
Verursacht wird sie in der Regel durch Viren (Adenovirus, Influenzavirus, Parainfluenzavirus). Vor allem in der Folge von virulenten Erkrankungen kommt es manchmal zu einer eitrigen Rhinopharyngitis, die durch Bakterien verursacht wird (Pneumokokkus, Streptokokkus, Staphylokokkus).
Die Kinder sind in der Nasenatmung behindert und es kommt zu einer vermehrten Nasensekretion. Vor allem bei kleinen Kindern kommt es oft zu Trinkschwierigkeiten. Die Symptome bleiben aber meistens nicht auf die Nase beschränkt, sondern breiten sich auf Kehlkopf und Ohren aus.

### Chronische Rhinopharyngitis
Durch viele Infektionen hintereinander oder eine Anfälligkeit dafür kann es zu einer chronischen Entzündung mit einer ständigen schleimig-eitrigen Sekretion kommen. Weitere Ursachen für ständige Infektionen im Bereich von Nase und Rachen können vergrößerte Rachenmandeln oder chronische Tonsillitis darstellen.

### Allergische Rhinopharyngitis
Viele Allergene lösen eine allergische Rhinopharyngitis mit Schleimhautschwellung und seröser Sekretion aus. Oft sind auch weitere Organe betroffen (Konjunktivitis, Asthma, Ekzem).
Bei ganzjährigem Auftreten kommen vor allem die Hausstaubmilbe oder Tierhaare als Auslöser in Frage. Saisonale allergische Rhinopharyngitis tritt zum Beispiel nach Pollen-Exposition (Bäume, Sträucher, Gräser, Getreide) auf.

## Symptome
Schon vor der Sekretion aus der Nase (umgangssprachlich Schnupfen) kommt es zu allgemeinem Krankheitsgefühl, Brennen und Kitzeln in der Nase und gesteigertem Niesreiz. Im Akutstadium wird zuerst klare und durchsichtige Flüssigkeit sezerniert, zudem erschwert eine Schwellung der Schleimhaut die Atmung. Ein zäher, schleimiger und grünlicher Schleim kann einen Hinweis auf eine bakterielle Infektion geben.
Zusätzlich zum Schnupfen ist der Rachen gerötet und fühlt sich trocken an, das Schlucken ist schmerzhaft, es kommt zu Brennen und Juckreiz im Rachen. Begleitend kann auch Fieber auftreten, vor allem Kinder entwickeln hohes Fieber. Bei einer bakteriellen Infektion kommt es oft zu „weißen Stippchen“ im Rachen (Eiterauflagerungen auf der Schleimhaut).

## Diagnose
Die Diagnose erfolgt vor allem über die Anamnese. Zudem wird der Rachen untersucht. Bei dem Verdacht auf eine bakterielle Infektion muss ein Abstrich vom Rachen gemacht werden, der dann vorerst mittels Schnelltest ausgewertet werden kann.

## Therapie
Nasensprays und Nasentropfen führen zu einem Abschwellen der Nasenschleimhaut, wodurch das Atmen erleichtert wird. Im Rachenbereich führen warme Halswickel, desinfizierende Mundspülungen, schmerzstillende Lutschtabletten und das Trinken warmer Getränke zu einer Linderung der Beschwerden.
Auftretendes Fieber kann mit fiebersenkenden Medikamenten (Antipyretika) behandelt werden.
Eine eitrige Infektion sollte mit einem Antibiotikum behandelt werden.
In der Regel ist die Erkrankung aber nach 10 bis 14 Tagen selbstlimitierend, die Medikamente bekämpfen nicht die Erkrankung selbst, sondern lindern nur die Symptome. Die Schleimhaut erholt sich aber erst nach drei bis vier Wochen, was eine große Anfälligkeit für weitere Infektionen bedingt.